# Кюпчу, Реджеп
Реджеп Кюпчю (болг. Реджеб Кюпчю, тур. Recep Küpçü; 28 сентября 1934, Куклен, Пловдивская область, Третье Болгарское царство — 26 апреля 1976, Варна, Народная Республика Болгария) — болгарский поэт турецкого происхождения, писал на болгарском и турецком языках. 

## Биография
Родился 28 сентября 1934 года в городе Куклен в семье фермеров. Ещё в детстве проявлял интерес к литературе. Окончил начальное и среднее образование в родном городе, а затем перешёл сначала в Кырджалийское турецкое, а затем в Разградское педагогическое училище. Во время службы в армии работал в редакции газеты «Трудовое дело» журналистом-корреспондентом. После окончания службы в армии поселился в Бургасе. Там он женился на турчанке Джемиле, от их брака было трое детей: два мальчика и девочка. Из них выжил только один ребёнок.
Проживая в Бургасе, познакомился с различными влиятельными болгарскими писателями. Тогда же он начал официально публиковать свои стихи и поэмы. При участии болгарского поэта Недялко Иорданова опубликовал сборник поэм и стихов под названием «Друзья мои, поехали». 
В 1965 году знакомится с турецкими коммунистическими писателями, такими как Яшар Кемаль, Азиз Несин и Факир Байкурт. Как писал Иорданов, все они были поражены хорошим турецким языком Кюпчю, несмотря на то, что он его не сильно изучал. На тот момент были опубликованы два сборника стихов под названием «Вопросы продолжаются» (1962) и «Жизнь - не сон» (1965).
Поэзия Реджепа Кюпчю охватывает темы любви к родине, природы, человеческих чувств и внутренней борьбы. Его стихи пронизаны глубоким патриотизмом, но при этом сохраняют личную, лирическую интонацию. Он писал о связи человека с землёй, о культурной идентичности. В его произведениях встречаются мотивы тоски, свободы, сопротивления несправедливости и стремления к сохранению своего родного турецкого языка и самобытности. Особое место занимает тема достоинства и гордости за свою страну, несмотря на пережитые трудности. Также писал о классовой борьбе и стремлениях ко всеобщему равенству.

## Преследование
Будучи верным коммунистической партии Болгарии и коммунистическим идеалам, Реджеп Кюпчю, тем не менее, столкнулся с началом проводимой партией политики болгаризации. Он стал объектом преследования со стороны служб безопасности НРБ во многом из-за отказов следовать генеральной политике партии, согласно которой все фамилии должны оканчиваться на «-ов» и «-ев», а также из-за того, что в своих работах «описывал любовь к Турции», несмотря на то, что сам практически не бывал там. Несмотря на поддержку со стороны коллег, он уже не мог легально издавать свои работы.
Скончался 26 апреля 1976 года в Варне в возрасте 42 лет.

## Сборники стихов
- 1962 — «Вопросы продолжаются»
- 1965 — «Жизнь — не сон»
- 1967 — «Друзья мои, поехали»[11]

## Примечание
1. 1 2  Литературен свят » Р » Реджеб Кюпчу (неопр.). Дата обращения: 30 декабря 2023. Архивировано 31 декабря 2023 года.
2. ↑  ‘Аз съм твой син и мои са твоите пътища’ Реджеп Кюпчу- СТИХОВЕ и БИОГРАФИЯ | ЕВЕТ. evet.bg. Дата обращения: 31 декабря 2023. Архивировано 31 декабря 2023 года.
3. ↑  Recep Küpçü- hayatı ve eserleri (тур.). bnr.bg. Дата обращения: 30 декабря 2023. Архивировано 31 декабря 2023 года.
4. 1 2  Основно училище. redjep-kupchu.com/. Дата обращения: 18 марта 2025. Архивировано 24 марта 2025 года.
5. ↑  ЕООД, Регистър на училищата в България от ИМедия консулт. ТУРСКИ КУЛТУРЕН ЦЕНТЪР - РЕДЖЕБ КЮПЧЮ - Бургас (болг.). Uchilishtata.bg. Дата обращения: 30 декабря 2023. Архивировано 28 февраля 2024 года.
6. ↑  Can, Esat. Recep Küpçü'nün şiirleri. Архивная копия от 25 апреля 2025 на Wayback Machine
7. ↑  Yavuz, Yasin. An Apostille In Turkish Poetry: Recep Küpçü and a Thematic Analysis of His Poems. Balkanlarda Türk Dili ve Edebiyatı Araştırmaları. Архивировано 25 апреля 2025. Дата обращения: 18 марта 2025.
8. ↑  Ünlü şair Recep Küpçü, 35. yıldönümünde Burgaz’da anıldı (тур.). BAL-TÜRK (1 мая 2011). Дата обращения: 30 декабря 2023. Архивировано 31 декабря 2023 года.
9. ↑  Recep Küpçü Edirne’de Anıldı - BG Haber (тур.) (30 сентября 2013). Дата обращения: 30 декабря 2023. Архивировано 31 декабря 2023 года.
10. ↑  mevki.com, Mevki Yazılım |. Şair Recep Küpçü’yü vefatının 47. yılında rahmetle ve saygıyla anıyoruz. www.balgocizmir.org.tr. Дата обращения: 30 декабря 2023.
11. ↑  Литературен свят » Публицистика брой 84 май 2016 » “ПРИЯТЕЛИ МОИ, ДА ТРЪГНЕМ” (неопр.). Дата обращения: 30 декабря 2023. Архивировано 31 декабря 2023 года.